# Telmatoscopus praecipuus
Telmatoscopus praecipuus és una espècie d'insecte dípter pertanyent a la família dels psicòdids.

## Descripció
- Mascle: gairebé idèntic a Telmatoscopus eximius, del qual es diferencia per la seua major grandària i els trets genitals; ales de 2,9 mm de llargària i 2 d'amplada.
- La femella no ha estat encara descrita.[3]

## Distribució geogràfica
Es troba a Àsia: Borneo.